# Warren Weaver
Warren Weaver (17. července 1894 – 24. listopadu 1978) byl americký vědec, matematik a vědecký administrátor. Je světově uznáván jako jeden z průkopníků strojového překladu a propagátor vědy v USA.

## Život a kariéra
Na Wisconsin – Madisonské univerzitě v roce 1916 úspěšně ukončil bakalářské studium, v roce 1917 pak inženýrské studium v oboru stavebního inženýrství a doktorské studium úspěšně zakončil roku 1921. Na Kalifornském institutu techniky (tehdy Throop College) pak působil jako pomocný profesor matematiky. Během první světové války sloužil jako podporučík letectva. Po válce se na 12 let vrátil k vyučování matematiky na mateřské Winsconsin-Madisonské univerzitě (1920–1932). Oženil se s Mary Hemenway, svou bývalou spolužačkou z univerzity, jen pár let po jejich absolvování studií. Měli dvě děti, syna Warrena Jr. a dceru Helen.
Weaver byl ředitelem divize přírodních věd Rockefellerovy nadace (1932–55), vědním poradcem (1947–1951), správcem (1954), a viceprezidentem (od roku 1958) v Sloan–Kettering institutu pro výzkum rakoviny. Hlavní výzkumy prováděl však v problematice komunikace ve vědě a v matematické teorii pravděpodobnosti a statistiky.
V průběhu působení v Rockefellerově nadaci byl odpovědný za schvalování dotací na hlavní projekty v oblasti molekulárního inženýrství a genetiky v zemědělství (zejména na projekty zabývající se rozvojem nových druhů pšenice a rýže), a ve výzkumech medicíny.
Během druhé světové války byl z nadace převelen do čela AMP (Applied Mathematics Panel), amerického úřadu pro vědecký výzkum a vývoj, kde měl s pomocí Miny Rees řídit práci matematiků v operačním výzkumu. Byl seznámen s vývojem elektronických počítacích strojů a s úspěšným uplatněním matematických a statistických technik v kryptografii.
Spolu s Claudem Shannonem byl spoluautorem díla A mathematical theory of communication (1949), které se stalo důležitým bodem veškerého výzkumu v problematice komunikace.
Zatímco se Shannon zaměřil spíše na technické aspekty matematického modelu, Weaver vyvinul filozofické důsledky Shannonova mnohem většího projektu.
Spolu s Maxem Masonem pak Weaver napsal knihu The Electromagnetic Field (1929, znovu vydána pak roku 1959).

## "Translation" memorandum
V roce 1947 se Weaver v dopisu kybernetikovi Norbertu Wienerovi poprvé zmínil o možnosti použít digitální počítače pro překlad mezi lidskými jazyky. Následující dva roky na něj spolupracovníci z Rockefellerovy nadace naléhali, aby tuto myšlenku zpracoval a dokončil. Výsledkem bylo memorandum nazvané jednoduše “Translation” – překlad, které napsal v červenci 1949 v Carlsbadu, Nové Mexiko.
Říká se, že jde nejspíše o jednu z nejvlivnějších publikací v počátcích strojového překladu. Formulovala cíle a metody ještě předtím, než si většina lidí začala uvědomovat, čeho všeho mohou být počítače schopny a byla přímým podnětem pro počátky výzkumu nejprve v USA, později po celém světě. Vliv Weaverova memoranda lze přičíst nejen jeho všeobecně uznávaným znalostem matematiky a výpočetní techniky, ale také – a možná i více – vlivu, který měl na politiky americké vlády.
Weavrovo memorandum bylo navrženo tak, aby navrhovalo přínosnější metody než jakékoli jiné zjednodušující tzv. slovo za slovo (word-for-word) přístupy, které měly vážná omezení. Předložil tedy čtyři návrhy.
Prvním byl fakt, že problém mnohoznačnosti by mohl být řešen pomocí zkoumání bezprostředního kontextu. Například anglické slovo fast (rychlý) má minimálně dva významy, které můžeme parafrázovat jako “rychlý” nebo jako “nehybný”. Jestliže chceme přeložit anglický text, je pravděpodobné, že tyto dva významy slova fast odpovídají dvěma různým slovům v cílovém jazyce. Abychom přeložili slovo správně, potřebujeme vědět, který význam dané slovo nese. Zde Weaver navrhoval zohlednit kontext překládaného slova. Domníval se totiž, že počet potřebných kontextových slov je poměrně nízký.
Druhý návrh memoranda byl inspirován prací W. McCullocha a W. Pitta o prvních typech neuronových sítí. Weaver interpretoval jejich výsledky tak, že máme-li dán soubor předpokladů, může být jakýkoli logický závěr vytvořen automaticky počítačem.
Weaver předpokládal, že vzhledem k tomu, že lidský jazyk je založen na logice, překlad by mohl být řešen jako problém formální logiky dedukující závěry v cílovém jazyce z předpokladů v jazyce zdrojovém.
Třetím návrhem bylo použít pro překlad kryptografické metody. Jestliže chceme přeložit například ruský text do angličtiny, můžeme brát ruský originál jako zašifrovanou verzi anglického textu. Weaver byl zvlášť zaujat potenciálem Shannonovy utajované práce s kryptografií a informačními teoriemi po druhé světové válce.
Čtvrtým návrhem pak byla myšlenka, že všechny lidské jazyky mají jisté podkladové univerzálie, které by mohly pomoct řešit problém překladu přímočařeji. Weaver si za tímto názorem stál, používaje jednu z nejznámějších metafor literatury strojového překladu, a to:
“Představ si skupinu lidí žijících v komplexu vysokých uzavřených věží, každý odděleně, jeden člověk - jedna věž. Snaží-li se mezi sebou komunikovat, každý na každého křičí ze své uzavřené věže. Není jednoduché dostat zvuk z jedné věže do druhé a i mezi těmi nejbližšími věžemi komunikace probíhá opravdu složitě. Když však jedinec sleze ze své věže, dostane se do společného prostoru všech věží, kde může snadno komunikovat s dalšími jedinci, kteří taktéž sestoupili ze svých věží.”

## Zastánce vědy
Weaver brzy pochopil, jak moc nástroje a techniky fyziky a chemie mohou rozšířit znalosti biologických procesů a využíval svou pozici v Rockefellerově nadaci aby našel, podpořil a povzbudil mladé vědce, kteří později získali Nobelovy ceny a mnohá další vyznamenání za přínos genetice a molekulární biologii.
Weaver v sobě vždy cítil povinnost šířit vědu mezi veřejnost. V roce 1954 byl prezidentem americké asociace pro vědecký pokrok, roku 1955 předsedou správní rady a také byl předsedou či členem mnoha dalších rad a komisí. Byl také hlavním autorem Arden House Statement (manifest z roku 1951 popisující principy a návrhy, jak správně stanovit cíle, plány a postupy).
V roce 1957 mu byla Národní akademií věd udělena Medaile veřejného blaha, v roce 1965 pak první Medaile Arches of Science, a to za zasloužení se o pochopení vědy veřejností, a nakonec mu UNESCO udělilo cenu Kalinga za značný příspěvek k populárnímu chápání vědy.

## Zajímavosti
Weaver byl celý život fascinován příběhem Alenka v říši divů Lewise Carrolla. Poté, co v roce 1964 dokončil sbírku 160 verzí tohoto díla v 42 různých jazycích, napsal knihu Alenka v mnoha jazycích o historii překladu právě tohoto díla. Tato kniha mimo jiné obsahuje ukázky z obchodní korespondence autora Alenky Lewise Carrolla zabývající se licenčními poplatky oprávnění z dob, kdy se z Alenky stával bestseller.
Jakožto vědec (přestože v oblasti literatury) Weaver vytvořil návrh na porovnání kvality různých překladů, zvlášť absurdit, slovních hříček a logických vtipů ze scény bláznivého čajového dýchánku.
Soupis jeho kontaktů obsahoval působivý, snad až výstřední seznam spolupracovníků, včetně antropoložky Margaret Meadové (překlad do jazyka jižního tichomoří), dlouholetého starosty Jeruzaléma Teddyho Kolleka a laureáta Nobelovy ceny za biochemii Švéda Huga Theorella.
Kniha Alenka ve světě divů (Alice in a World of Wonderlands: The Translation of Lewis Carroll’s Masterpiece) z roku 2015 pak pokračuje ve Weaverově práci a v podobném duchu analyzuje překlady Alenky do 174 různých jazyků.